# François-Louis Auvity
François-Louis Auvity (Germigny-l'Exempt, 9 gennaio 1874 – Germigny-l'Exempt, 15 febbraio 1964) è stato un vescovo cattolico francese.

## Biografia
François-Louis Auvity nacque a Germigny-l'Exempt il 8 gennaio 1874.

### Formazione e ministero sacerdotale
Il 27 maggio 1899 fu ordinato presbitero per la Compagnia dei sacerdoti di San Sulpizio. Dopo alcuni anni di ministero, divenne responsabile della formazione dei sacerdoti dell'arcidiocesi di Bourges. Nel 1924 l'arcivescovo Martin-Jerome Izart lo nominò vicario generale.

### Ministero episcopale
Il 2 giugno 1933 papa Pio XI lo nominò vescovo ausiliare di Bourges e titolare di Sarepta. Ricevette l'ordinazione episcopale il 6 luglio successivo dall'arcivescovo metropolita di Bourges Martin-Jérôme Izart, co-consacranti il vescovo di Tulle Jean Castel e quello di Nîmes Jean-Justin-Michel Girbeau.
Il 14 agosto 1937 lo stesso papa Pio XI lo promosse vescovo di Mende. Il suo episcopato fu poi segnato dalla seconda guerra mondiale. Ammirato dal maresciallo Philippe Pétain, considerò l'armistizio un male minore e si rallegrò dei pieni poteri concessi al maresciallo. Non si oppose al regime di Vichy, nonostante le sollecitazioni della resistenza della Lozère ad accogliere ebrei e stranieri. Il 2 luglio 1943 pubblicò una lettera su La quinzaine catholique du Gévaudan dove si disse favorevole al servizio di lavoro obbligatorio, al sequestro e al trasferimento nella Germania nazista di centinaia di migliaia di lavoratori francesi contro la loro volontà, al fine di partecipare allo sforzo bellico tedesco.
A causa del suo atteggiamento favorevole al regime di Vichy fu arrestato dopo la liberazione. Accettò di ritirarsi nell'abbazia di Bonnecombe nell'Aveyron. Annunciò la sua partenza il 22 settembre 1944 e il 28 ottobre dell'anno successivo papa Pio XII accettò la sua rinuncia al governo pastorale della diocesi e lo nominò vescovo titolare di Dionisiana. Si ritirò nell'abbazia di Nostra Signora di Bonneval a Le Cayrol. Nel 1947 pubblicò un libro sulla storia dell'abbazia.
Morì a Germigny-l'Exempt il 15 febbraio 1964 all'età di 90 anni. Il suo corpo venne quindi sepolto nella volta dei vescovi della cattedrale di Mende, sito del quale aveva promosso il restauro.

## Opere
- Huit siècles de vie cistercienne, Abbaye N.-D. de Bonneval, Rodez, imprimerie Carrère, 1947

## Genealogia episcopale
La genealogia episcopale è:
- Cardinale Scipione Rebiba
- Cardinale Giulio Antonio Santori
- Cardinale Girolamo Bernerio, O.P.
- Arcivescovo Galeazzo Sanvitale
- Cardinale Ludovico Ludovisi
- Cardinale Luigi Caetani
- Cardinale Ulderico Carpegna
- Cardinale Paluzzo Paluzzi Altieri degli Albertoni
- Papa Benedetto XIII
- Papa Benedetto XIV
- Papa Clemente XIII
- Cardinale Marcantonio Colonna
- Cardinale Giacinto Sigismondo Gerdil, B.
- Cardinale Giulio Maria della Somaglia
- Cardinale Carlo Odescalchi, S.I.
- Vescovo Eugène de Mazenod, O.M.I.
- Cardinale Joseph Hippolyte Guibert, O.M.I.
- Arcivescovo Matthieu-Victor-Félicien Balaïn, O.M.I.
- Vescovo Jules-Louis-Marie de Carsalade du Pont
- Arcivescovo Martin-Jérôme Izart
- Vescovo François-Louis Auvity, P.S.S.